# 神通谷川
神通谷川（じんつうだにがわ）は、徳島県名西郡神山町を流れる吉野川水系の河川である。

## 地理
名西郡神山町（旧上分上山村）の雲早山（標高1,496m）のブナ林の水源から神山町内を経て吉野川の主要河川である鮎喰川上流に合流する。
神通谷川水域の神山町の標高500m辺の谷で神通滝（落差約30m）がかかり、冬季には神通滝氷瀑祭が催される。河川ではゲンジボタルの幼虫を放流しており、毎年多くのゲンジボタルを観測している。

## 自然景勝地
- 神通の滝
- 雲早山

## 流域の自治体
徳島県
名西郡神山町